# Camma Larsen-Ledet
Camma Sylvia Larsen-Ledet, född Søgaard 22 oktober 1915 i Esbjerg, död 12 augusti 1991 i Åbenrå, var en dansk socialdemokratisk politiker. Hon var folketingsledamot 1964-1968, familjeminister 1966-1968 och borgmästare i Åbenrå 1970-1985.
Camma Larsen-Ledet var dotter till maskinisten Albert Poulsen Søgaard (1889-1950) och sömmerskan Lucia Catharina Jochumsen Holm (1879-1953). Hon var mellanbarnet i en syskonskara på tre och hemmet var fattigt. Efter mellanskoleexamen 1930 utbildades hon till kontorist på den regionala dagstidningen Vestkysten. Hon tog handelsskoleexamen 1932 och var anställd på tidningens expedition till 1935. Hon var därefter sekreterare för redaktören Knud Rée, som senare blev fiskeminister i Erik Eriksens regering 1951-1953. Hon gifte sig med journalisten Clement Larsen-Ledet 1939, vars far var fredsaktivisten och redaktören Lars Larsen-Ledet.
Camma Larsen-Ledet gick med i Socialdemokratiet efter krigsslutet och var bl.a. ledamot i partiavdelningen i Åbenrå (1954-1961) och ordförande i partiets lokala kvinnokommitté (1957-1960). 1950-1962 var hon ledamot i Åbenrås kommunfullmäktige. Hon var bl.a. ledamot i ekonominämnden (1958-1962), ordförande av tekniska kontoret och kommunens vice borgmästare (1954-1958). Hon ställde upp som kandidat till Folketinget för Ribes valkrets 1960 och blev vald 1964. Hon blev omvald 1966 och utsågs kort därefter till familjeminister i Jens Otto Krags andra regering. Detta var en nyinrättad ministerpost med eget departement, till stor del bestående av ansvarsområden tagna från socialdepartementet. Under Larsen-Ledets korta tid i ämbetet infördes bl.a. höjd ersättning i samband med graviditet. Regeringen förlorade valet 1968 och avgick. Larsen-Ledet blev heller inte återvald till Folketinget. Hon återvände till kommunalpolitiken och blev vald till borgmästare i Åbenrås kommun 1970. Hon var den första kvinnan samt den första socialdemokraten på 20 år att inneha denna befattning. Denna befattning innehade hon till 1985. Som borgmästare var hon även ledamot i Kommunernes Landsforening (Danmark motsvarighet till SKL), varav som vice ordförande 1974-1981.
Larsen Ledet var även styrelseledamot i Dansk Kvindesamfund (1953-1955) och kaplan i IOGT. Hon har skrivit boken Socialforvaltning i kommunen (1969).